# Namkung Do
Namkung Do (4 de junho de 1982) é um futebolista profissional sul-coreano que atua como atacante.

## Carreira
Namkung Do representou a Seleção Sul-Coreana de Futebol nas Olimpíadas de 2004.